# Гармонічна прогресія (математика)

Перші десять членів гармонічного ряду

У математиці гармонічна прогресія (або гармонічна послідовність) — прогресія, утворена з обернених величин членів арифметичної прогресії.
Еквівалентно, послідовність є гармонічною прогресією, коли кожен член (крім першого) є середнім гармонічним сусідніх членів.
Третій еквівалентний опис: це нескінченна послідовність виду
{\displaystyle {\frac {1}{a}},\ {\frac {1}{a+d}},\ {\frac {1}{a+2d}},\ {\frac {1}{a+3d}},\cdots ,}
де a не дорівнює нулю і −a/d не є натуральним числом, або скінченна послідовність виду
{\displaystyle {\frac {1}{a}},\ {\frac {1}{a+d}},\ {\frac {1}{a+2d}},\ {\frac {1}{a+3d}},\cdots ,\ {\frac {1}{a+kd}},}
де a не дорівнює нулю, k — натуральне числом і −a/d не є натуральним числом або є більшим за k.

## Приклади
Далі n — натуральне число з послідовності: {\displaystyle \ n=1,\ 2,\ 3,\ 4,\ \ldots \ }
- {\displaystyle 1,{\tfrac {\ 1\ }{2}},\ {\tfrac {\ 1\ }{3}},\ {\tfrac {\ 1\ }{4}},\ {\tfrac {\ 1\ }{5}},\ {\tfrac {\ 1\ }{6}},\ \ldots \,\ {\tfrac {\ 1\ }{n}},\ \ldots \ } називається гармонічною послідовністю
- {\displaystyle 12,6,4,3,{\tfrac {12}{\ 5\ }},\ 2,\ \ldots \ ,\ {\tfrac {12}{\ n\ }},\ \ldots \ }
- {\displaystyle 30,-30,-10,-6,-{\tfrac {30}{\ 7\ }},\ \ldots \ ,\ {\tfrac {30}{\ \left(3\ -\ 2n\right)\ }},\ \ldots \ }
- {\displaystyle 10,30,-30,-10,-6,\ldots \ ,\ {\tfrac {30}{\ \left(5\ -\ 2n\right)\ }},\ \ldots \ }

## Суми гармонічних прогресій
Нескінченні гармонічні прогресії не сумовні (сума прямує до нескінченності).
Неможливо, щоб сума гармонічної прогресії різних одиничних дробів (окрім тривіального випадку, коли a = 1 і k = 0) дорівнювала цілому числу. Причина полягає в тому, що принаймні один знаменник прогресії обов'язково матиме дільникомпросте число, на яке не ділиться жоден інший знаменник.

## Використання в геометрії
Якщо колінеарні точки A, B, C і D такі, що D є гармонічним спряженням C відносно A і B, то відстані від будь-якої з цих точок до трьох інших точок утворюють гармонічну прогресію. Зокрема, кожна з послідовностей AC, AB, AD; BC, BA, BD; CA, CD, CB і DA, DC, DB — це гармонічні прогресії, де кожну з відстаней зазначено відповідно до фіксованої орієнтації прямої.
У трикутнику, якщо висоти утворюють арифметичну прогресію, то сторони утворюють гармонічну прогресію.

## Задача про стопку цегли
Прикладом гармонічної прогресії є похила вежа лір. У ній однорідні блоки складають один на одного, щоб досягти найбільшого зміщення вбік. Блоки складають на 1/2, 1/4, 1/6, 1/8, 1/10, … ширини вбік відносно попереднього блока. Це гарантує, що центр ваги лежить саме в центрі конструкції, щоб вона не зруйнувалася. Незначне збільшення ваги конструкції призводить до її нестійкості та падіння.